# Kian Fitz-Jim
Kian Fitz-Jim (Ámsterdam, Países Bajos, 5 de julio de 2003) es un futbolista neerlandés que juega de centrocampista en el Ajax de Ámsterdam de la Eredivisie.

## Trayectoria
El 18 de junio de 2019 firmó con el Ajax de Ámsterdam. Debutó como profesional con el Jong Ajax en una derrota por 2-1 en la Eerste Divisie ante el SC Telstar Velsen el 21 de diciembre de 2020.
Debutó con el primer equipo en un amistoso contra el F. C. Utrecht el 24 de marzo de 2021, luego de eso ha figurado en algunos partidos oficiales para luego irse cedido al excelsior de Roterdam.

## Estadísticas

### Clubes
Actualizado al último partido disputado el 7 de noviembre de 2024.
| Club                              | Div.          | Temporada     | Liga  | Liga  | Liga   | Copas nacionales | Copas nacionales | Copas nacionales | Copas internacionales | Copas internacionales | Copas internacionales | Total | Total | Total  |
| Club                              | Div.          | Temporada     | Part. | Goles | Asist. | Part.            | Goles            | Asist.           | Part.                 | Goles                 | Asist.                | Part. | Goles | Asist. |
| --------------------------------- | ------------- | ------------- | ----- | ----- | ------ | ---------------- | ---------------- | ---------------- | --------------------- | --------------------- | --------------------- | ----- | ----- | ------ |
| Jong Ajax · Países Bajos          | 2.ª           | 2020-21       | 21    | 1     | 1      | —                | —                | —                | —                     | —                     | —                     | 21    | 1     | 1      |
| Jong Ajax · Países Bajos          | 2.ª           | 2021-22       | 34    | 0     | 2      | —                | —                | —                | —                     | —                     | —                     | 34    | 0     | 2      |
| Jong Ajax · Países Bajos          | 2.ª           | 2022-23       | 30    | 3     | 6      | —                | —                | —                | —                     | —                     | —                     | 30    | 3     | 6      |
| Jong Ajax · Países Bajos          | 2.ª           | 2023-24       | 10    | 1     | 2      | —                | —                | —                | —                     | —                     | —                     | 10    | 1     | 2      |
| Jong Ajax · Países Bajos          | Total club    | Total club    | 95    | 5     | 11     | 0                | 0                | 0                | 0                     | 0                     | 0                     | 95    | 5     | 11     |
| Ajax de Ámsterdam · Países Bajos  | 1.ª           | 2022-23       | 2     | 0     | 0      | 2                | 0                | 0                | 0                     | 0                     | 0                     | 4     | 0     | 0      |
| Excelsior Róterdam · Países Bajos | 1.ª           | 2023-24       | 10    | 0     | 1      | 2                | 0                | 0                | —                     | —                     | —                     | 12    | 0     | 1      |
| Excelsior Róterdam · Países Bajos | Total club    | Total club    | 10    | 0     | 1      | 2                | 0                | 0                | 0                     | 0                     | 0                     | 12    | 0     | 1      |
| Ajax de Ámsterdam · Países Bajos  | 1.ª           | 2024-25       | 7     | 1     | 0      | 0                | 0                | 0                | 8                     | 3                     | 1                     | 15    | 4     | 1      |
| Ajax de Ámsterdam · Países Bajos  | Total club    | Total club    | 9     | 1     | 0      | 2                | 0                | 0                | 8                     | 3                     | 1                     | 19    | 4     | 1      |
| Total carrera                     | Total carrera | Total carrera | 114   | 6     | 12     | 4                | 0                | 0                | 8                     | 3                     | 1                     | 126   | 9     | 13     |